# Mikhail Zhelev
Mikhail Zhelev (en bulgare : Михаил Желев), né le 15 juillet 1943 à Sliven et mort dans la même ville le 5 janvier 2021, est un athlète bulgare spécialiste du 3 000 mètres steeple.

## Biographie
En 1969, Mikhail Zhelev devient champion d'Europe du 3 000 mètres steeple avec un temps de 8 min 25 s 0 qui constitue son record personnel. Il devance les Soviétiques Alexandr Morozov et Vladimir Dudin.
L'année suivante, il remporte l'Universiade organisée à Turin, devant le Britannique Andy Holden et le Japonais Takaharu Koyama.

### Palmarès
| Date | Compétition           | Lieu    | Résultat | Performance   |
| ---- | --------------------- | ------- | -------- | ------------- |
| 1968 | Jeux olympiques       | Mexico  | 6e       | 8 min 58 s 41 |
| 1969 | Championnats d'Europe | Athènes | 1er      | 8 min 25 s 0  |
| 1970 | Universiade           | Turin   | 1er      | 8 min 32 s 6  |
| 1972 | Jeux olympiques       | Munich  | 12e      | 9 min 02 s 59 |

### Records
| Épreuve             | Performance  | Lieu    | Date              |
| ------------------- | ------------ | ------- | ----------------- |
| 3000 mètres steeple | 8 min 25 s 0 | Athènes | 20 septembre 1969 |